# Adolf von Harnier (Politiker)
Julius Ludwig Adolf von Harnier (* 16. Juli 1834 in Darmstadt; † 23. Oktober 1904 in Echzell) war Gutsbesitzer und Abgeordneter der Ersten Kammer der Landstände des Großherzogtums Hessen.

## Herkunft
Adolf von Harnier war der Sohn des hessischen Legationsrates und Malers Kaspar Georg Wilhelm von Harnier (1800–1838) und dessen Ehefrau Caroline geborene Freiin von Pretlack (1809–1838). Die Familie wurde am 10. Februar 1810 in den großherzoglich hessischen Adelsstand erhoben. Sein Bruder Wilhelm war Afrikaforscher und starb auf der Büffeljagd im Südsudan.

## Leben
Von Harnier besuchte bis 1852 das Gymnasium in Karlsruhe und danach die landwirtschaftliche Akademie in Ungarisch-Altenburg (heute Teil der Westungarischen Universität). 1856 übernahm er die Verwaltung seines Echzeller Besitzes.
1893 bis 1899 war er gewählter Abgeordneter des grundherrlichen Adels in der ersten hessischen Kammer. 1893 wurde er gewählt, am 7. März 1893 leistete er seinen Abgeordneteneid, 1897 wurde er wiedergewählt und legte 1899 aus Gesundheitsgründen das Mandat nieder.

## Familie
Von Harnier, der evangelischer Konfession war, heiratete am 30. Dezember 1856 in erster Ehe in Rentweinsdorf Luise Freiin von Rotenhan, der Tochter von Hermann von Rotenhan. Das Paar hatte mehrere Kinder:
- Marie Karoline Hedwig (* 26. September 1857; † 27. Mai 1883) ⚭ 1877 Rudolf Grisebach (1838–1910), Regierungsvizepräsident, Eltern von Eberhard Grisebach
- Sophie Marie Hedwig (* 30. November 1858; † 11. Oktober 1945) ⚭ 1880 Philipp von Bismarck (* 13. April 1844; † 18. Oktober 1894), Herr auf Kniephof und Lasbeck
- Marie Luise (* 2. April 1860; † 4. Januar 1955) ⚭ 1889 Freiherr Franz von der Recke  (* 27. Juni 1854; † 24. Mai 1923), Wirklicher Geheimer Rat und Staatsminister in Schwarzburg-Sondershausen
- Wilhelmine Adelheid (* 4. Juni 1861)
- Elisabeth Hedwig Sophie Marie (* 16. Oktober 1862; † 13. März 1947) ⚭ 1883 Volbrecht Riedesel zu Eisenbach (* 10. Juni 1852; † 23. April 1939), Sohn von Ludwig Riedesel zu Eisenbach
- Johanna Marie Mathilde Hedwig (* 4. September 1864; † 20. Februar 1930) ⚭ 1893 Hermann von Eichel (1856–1934), Herr auf Marisfeld
- Maire (* 22. November 1865; † 11. November 1912), Hofdame der Fürstin zu Wied, Prinzessin der Niederlande

In zweiter Ehe heiratete er am 29. Januar 1867 in Rentweinsdorf die Schwester der ersten Ehefrau, Maria (1843–1869). Das Paar hatte eine Tochter:
- Anna Marie (* 3. Februar 1869; † 3. August 1939) ⚭ 1894 Freiherr Karl August Eduard Johann von Racknitz (* 26. September 1861; † 20. April 1918), Oberstleutnant a. D.

Am 31. August 1871 heiratete er schließlich in dritter Ehe Anna Riedesel zu Eisenbach (1848–1924), die Tochter des Georg Riedesel zu Eisenbach. Das Paar hatte mehrere Kinder:
- Margarethe Dorothee (* 12. Juni 1872; † 4. Juli 1920) ⚭ 1902 Freiherr Walter von Esebeck (* 17. Juli 1853; † 20. August 1914), preußischer Oberstallmeister
- Wilhelm (* 20. Oktober 1873; † 24. April 1874)
- Georg Ludwig Friedrich (* 19. Juni 1875; † 15. Dezember 1914), Major in Jägerbataillon Nr. 11 ⚭ Marline von Eichel (* 24. November 1881)
- Johann Wolfram (* 16. August 1876) ⚭ 1910 Mechtild Martha Matie Luise von Seckendorff (* 28. September 1889)
- Agnes Karoline (* 12. Januar 1888; † 22. April 1978)